# Sage Kirkpatrick
Sage Kirkpatrick (Repubblica Ceca, 20 settembre 1969) è un'attrice ceca.
Meglio conosciuta per il ruolo di Laura Moser in Dexter.

## Biografia
Nasce nella Repubblica Ceca con il nome di Petra Simcekova ma si fa chiamare con diversi nomi Laura Palmer, Katherine Kirkpatrick e Ravenelle Richardson. Inizia la sua carriera come attrice dei film per adulti nel 1998-1999 ma poi nel 2000 si trasferisce alla televisione.

## Filmografia

### Cinema
- Club Wild Side, regia di Lawrence Lanoff (1998)
- Hundred Percent, regia di Eric Koyanagi (1998)
- Voyeur, regia di Michael Goi (1999)
- Mogli vogliose (Stripper Wives), regia di Toby Philips (1999)
- Baby Luv, regia di Robert Martin Carroll (2000)
- La famiglia Savage (The Savages), regia di Tamara Jenkins (2007)

### Televisione
- Il tempo della nostra vita (Days of Our Lives) - soap, 4 episodi (1999-2001)
- Twice in a Lifetime - serie TV, episodio 1x21 (2000)
- Roswell - serie TV, episodio 2x11 (2001)
- State of Grace - serie TV, episodio 1x03 (2001)
- Dragnet (L.A. Dragnet) - serie TV, episodio 1x12 (2003)
- The O.C. - serie TV, episodio 2x19 (2004)
- The Shield - serie TV, episodio 4x04 (2005)
- Dexter - serie TV, 6 episodi (2007-2008) - Laura Moser
- CSI - Scena del crimine  (CSI: Crime Scene Investigation) - serie TV, episodio 7x15 (2007)
- Heroes - serie TV, episodio 3x04 (2008)
- Scandal - serie TV, episodio 1x05 (2012)

## Doppiatrici italiane
Nelle versioni in italiano delle opere in cui ha recitato, Sage Kirkpatrick è stata doppiata da:
- Michela Alborghetti in The Shield,[1] Grey's Anatomy[2]
- Clorinda Venturiello in Dexter[3]
- Elena Morara in CSI - Scena del crimine[4]
- Giulia Franceschetti ne Le regole del delitto perfetto[5]